# Natacha Bustos
Natacha Bustos és una dibuixant de còmics espanyola, nascuda a Eivissa el 1981.
És diplomada en Belles arts per la universitat de Granada, ha viscut un any a Pequín on perfeccciona la técniva al pinzell i a la tinta, forjant així el seu estil.
La seva primera novel·la gràfica ambientada en la catàstrofe de Txernòbil va ser publicada per Glenat Espanya, a continuació traduït a França, al Japó i a Corea, i ha obtingut el preu Girasol l'any 2012.
Participa a divers col·lectius de cómics d'Espanya, i és membre del col·lectiu Caniculadas.
Treballa actualment sobre diversos projectes de còmics i d'animació.

## Obres
- Tchernobyl. La Zona (Chernobil-La zona), dibuixos de Natacha Bustos, guió de Francisco Sánchez (Dels cercles al O, 2011)
- Lolita HR, guió de Delphine Rieu, dibuixos de Javier Rodriguez (toms 1, 2 i 3) a continuació Natacha Bustos (t4 Renaissance, 2015)
- sèrie Spider-Man Universe
  - (en) t1- Canvi de vida, guió de Dennis Hopeless, dibuixos de Natacha Bustos i Javier Rodríguez (Panini Comics, 2016)[3]
- sèrie Moon Girl and Devil Dinosaur
  - t1- Repeat After Em, guió de Brandon Montclare i Amy Reeder Hadley, dibuixos de Natacha Bustos (Marvel, 2016)
- Relat gràfic La crida de Barcelona de Natacha Bustos i Gabriela Wiener, in Xxi Dels científics i dels homes (2015) (ISBN 2356380841).
- Strange Sports Stories tom 3 (2015)

## Premis i distincions
- Premi Girasol l'any 2012 a Angoulême per Tchernobyl. La Zona.[4]